# Channichthys
Channichthys – rodzaj ryb z rodziny bielankowatych. 

## Klasyfikacja
Gatunki zaliczane do tego rodzaju:
- Channichthys aelitae
- Channichthys bospori
- Channichthys irinae
- Channichthys mithridatis
- Channichthys panticapaei
- Channichthys rhinoceratus - krokodylec[3]
- Channichthys richardsoni
- Channichthys rugosus
- Channichthys velifer